# 한진피앤씨
한진피앤씨(한진P&C)는 동사는 산업용 특수필름, 위생용 필름, 포장용 판지상자 등을 제조하는 코스닥 상장기업이다. 1971년 10월 27일 설립되었다.

## 사업
수지사업부에서는 산업용특수필름을 제조하며 제품군에는 통기성필름 및 TFT-LCD 보호필름 등이 포함된다. 포장용 판지 상자 제작 및 인쇄사업도 영위하고 있다. 매출구성은 수지사업부 70%, 인쇄사업부 30% 등으로 이루어진다.

## 경영 위기
2013년에는 회사 경영진이 횡령·배임 혐의로 수사를 받았으며, 골든나래리츠 측에 진 빚을 갚지 못해 자금 난에 처하고 소송에 끌려다니는 등 잘못된 경영 행태를 보이며 상장폐지 위험에 몰렸다.
2014년 1월, 한진피앤씨는 제3자 배정 유상증자로 동원시스템즈에 매각되었다. 동원시스템즈는 지분율 69.04%로 한진피앤씨의 대주주가 되었다. 매각을 통해 상장폐지 위험에서 벗어난 한진피앤씨는 2014년 9월 관리종목에서 해제되어 주가가 급등하기도 했다.

## 참고 문헌
1. ↑  한진피앤씨, 골든나래리츠에 발목 잡혀 '쩔쩔', 담보물로 잡힌 70억 BW 조기상환 못해..소송에 끌려다녀, 더벨 2013-11-06
2. ↑  한진피앤씨, 최대주주 동원시스템즈로 변경, 머니투데이 2014.01.06 15:59
3. ↑  한진피앤씨, 급등..소 취하에 관리종목도 해제, 이데일리 2014.09.24
4. ↑  상폐 위기 벗어난 한진피앤씨, 上, 머니투데이 2014.05.02 09:05